# Анищенко Калістрат Романович
Калістра́т Рома́нович Ани́щенко (літ. псевд. — Онікей К. Вінже; *14 (26) вересня 1885, Красне — †28 березня 1929) — український письменник.

## Біографічні відомості
Народився в селі Красному на Київщині. Батьки — селяни. Друкуватися почав з 1905. Перша зб. — «Оповідання» (1918). Після совєцької окупації УНР не емігрує, бере активну участь в розвитку комуністичної преси (журнал «Червоний шлях», «Всесвіт» та інші). Найбільша збірка оповідань «Баланс» (1927). Тематика творів Анищенка — життя українського обивателя. Автор повістей для юнацтва: «Піраміди пролетаріату» та «Мандрівки до південного бігуна».

## Твори
- «Оповідання» (збірка; 1918)
- «Баланс» (збірка; 1927)

Творчість Анищенка досліджував український письменник Василь Чухліб.